# استپی دائمی
استپی دائمی (نام علمی: Stipa pennata) نام یک گونه از سرده استپی است.